# Horst Ihde
Horst Ihde (* 3. Februar 1935 in Parchim; † 1. März 2014) war ein deutscher Amerikanist.

## Leben
Ihde machte 1954 an der  Oberschule Parchim sein Abitur und begann dann ein Studium an der Philosophischen Fakultät der Humboldt-Universität zu Berlin. Nach dem Staatsexamen wurde er 1959 Assistent von Karl-Heinz Wirzberger. 1965 wurde er zum Dr. phil. promoviert. 1970 wurde Ihde zum Dozenten für Literatur der USA berufen. Er habilitierte sich 1974 und wurde drei Jahre später zum  o. Professor ernannt. Seine Hauptforschungsgebiete waren die Literatur und der Kultus der Afroamerikaner. 1992 wurde Horst Ihde in den Vorruhestand versetzt.

## Werke
- Von der Plantage zum schwarzen Ghetto. Urania, Leipzig 1975.
- Zwischenfall im Harlem, Shortstorys. Verlag Neues Leben, Berlin 1978.

## Herausgeber
- Edgar Allan Poe: Die Abenteuer eines gewissen Hans Pfaall. Unheimliche und phantastische Erzählungen. Verlag Neues Leben, Berlin 1977.
- John Reed: Stationen meines Lebens. Eine Anthologie. Dietz, Berlin 1977.
- Charles W. Chesnutt: Die Zauberfrau. Sklavenmärchen aus North Carolina. Kiepenheuer, Leipzig 1989.